# Brisinga endecacnemos
Brisinga endecacnemos är en sjöstjärneart som beskrevs av Asbjørnsen 1856. Brisinga endecacnemos ingår i släktet Brisinga och familjen Brisingidae. Inga underarter finns listade i Catalogue of Life.